# Erzengel Gabriel (Stolln)
Erzengel Gabriel war eine Fundgrube im Bergrevier Johanngeorgenstadt im sächsischen Erzgebirge.
Klar abgrenzbare Betriebszeiten sind noch nicht definierbar, da die Fundgrube z. B. 1747 im Berggebäude Adolphus aufging. Generell ist die Montangeschichte dieser Fundgrube stark lückenhaft publiziert.

## Lage
Die im Jahr 1707 gemutete Fundgrube Erzengel Gabriel befand sich am mittleren Fastenberg in Johanngeorgenstadt. Heute noch sichtbare Relikte aus der Betriebszeit sind das ehemalige, aber umgebaute Huthaus und die Halde des Fundschachtes im Bereich der Straße am „Erzengel“.

### Erzengler Rösche
Um für den Bergbau von Vereinigt Feld im Fastenberge im Bereich des Schaarschachts und seinem Wassergöpel mehr Aufschlagwasser zu erhalten, begann man im Jahr 1839 unterhalb der Fundgrube eine ca. 104 m lange Rösche anzulegen. Deren Mundloch nahe der Schwefelwerkstraße/Ecke Erzweg ist noch heute als Technisches Denkmal sehr gut erhalten. Das Wasser aus dieser Rösche führte bei der noch heute als Gebäude erhaltenen Pochwäsche der Grube Gotthelf Schaller an der Schwefelwerkstraße in dem Römisch Adler Kunstgraben und verstärkte dadurch dessen Wasserführung. Johanngeorgenstadt hatte sich 1861 vom Bergamt das Wasser der Erzengler Rösche verleihen lassen.

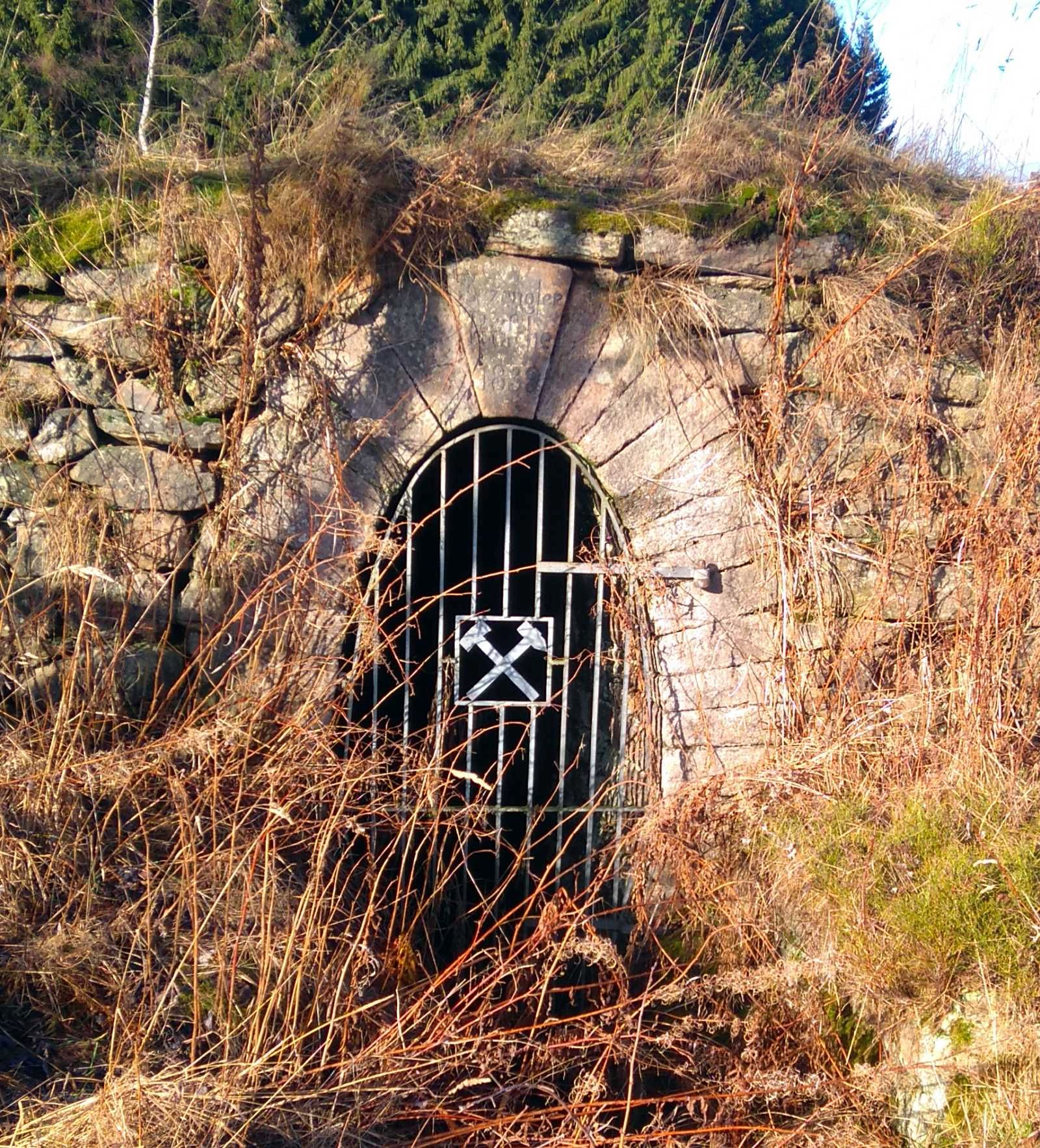
Erzengler Rösche von 1839